# Ігнатов Микола Григорович
Микола Григорович Ігнатов (нар. 16 травня 1901, станиця Тишанська Хоперського округу Області війська Донського, тепер Нехаєвського району Волгоградської області, Російська Федерація — 14 листопада 1966, місто Москва, Росія) — радянський державний і партійний діяч. Кандидат у члени ЦК ВКП(б) (1939—1941). Член ЦК КПРС (1952—1966). Кандидат у члени Президії ЦК КПРС (1952—1953), член Президії ЦК КПРС (1957—1961). Секретар ЦК КПРС (1952—1953, 1957—1960). Член Бюро ЦК КПРС по РРФСР (1956—1957, 1962—1966). Депутат Верховної Ради СРСР 1—7-го скликань. Герой Соціалістичної Праці (15.05.1961).

## Біографія
Народився 3(16) травня 1901 року в родині робітника-теслі. У 1912 році закінчив церковноприходську школу в станиці Тишанській. У березні 1914 — травні 1916 року — тесля у підрядника Журавльова у станиці Тишанській. У травні 1916 — грудні 1917 року — тесля заводу сільськогосподарських машин Маркова у станиці Урюпинська Хоперського округу.
У грудні 1917 — червні 1918 року — червоногвардієць загону Тамаркіна в Хоперському окрузі. З червня 1918 року — в Червоній армії: у червні 1918 — січні 1919 року — червоноармієць 1-ї Української Особливої бригади РСЧА, у січні 1919 — січні 1920 року — червоноармієць 324-го полку 36-ї стрілецької дивізії РСЧА. Учасник Громадянської війни в Росії.
У січні — жовтні 1920 року — слухач військово-технічних курсів. Член комсомолу з 1920 року.
У жовтні 1920 — травні 1921 року — молодший військовий технік 30-го військово-гідротехнічного загону.
У травні 1921 — липні 1923 року — оперативний співробітник Урюпинського окружного відділу ВЧК-ОДПУ на Дону.
У липні 1923 — січні 1926 року — уповноважений особливого відділу ОДПУ 11-ї кавалерійської дивізії у Середній Азії.
Член РКП(б) з вересня 1924 року.
У січні 1926 — липні 1927 року — уповноважений обласного і окружного відділів ОДПУ в місті Бухарі Узбецької РСР. У липні 1927 — липні 1929 року — начальник відділення районного відділу ОДПУ в місті Ново-Бухарі Узбецької РСР. Причетний до репресій проти козаків, «націоналістів» і «басмачів».
У липні 1929 — травні 1932 року — секретар партійного колективу ВКП(б), уповноважений Повноважного представництва ОДПУ при РНК СРСР по Середній Азії в місті Ташкенті. У травні — жовтні 1932 року — співробітник резерву ОДПУ в Москві.
У жовтні 1932 — серпні 1934 року — слухач курсів марксизму-ленінізму при ЦК ВКП(б).
У серпні 1934 — травні 1937 року — секретар партійного комітету (парторг ЦК ВКП(б)) фабрики «Госзнак» у Ленінграді.
У травні — серпні 1937 року — 1-й секретар Ленінського районного комітету ВКП(б) міста Ленінграда.
У серпні 1937 — січні 1938 року — виконувач обов'язків 2-го секретаря Куйбишевського обласного комітету ВКП(б).
У січні — червні 1938 року — виконувач обов'язків 1-го секретаря Куйбишевського обласного комітету ВКП(б).
У червні 1938 — серпні 1940 року — 1-й секретар Куйбишевського обласного комітету ВКП(б).
У вересні 1940 — серпні 1941 року — завідувач відділу машинобудування Орловського обласного комітету ВКП(б).
У серпні 1941 — вересні 1942 року — 3-й секретар Орловського обласного комітету ВКП(б).
У вересні 1942 — липні 1944 року — 2-й секретар Орловського обласного комітету ВКП(б), керував партизанським рухом на території області.
У липні 1944 — листопаді 1948 року — 1-й секретар Орловського обласного комітету ВКП(б).
У грудні 1948 — березні 1949 року — слухач Курсів перепідготовки при ЦК ВКП(б).
У березні 1949 — жовтні 1952 року — 1-й секретар Краснодарського крайового комітету ВКП(б).
16 жовтня 1952 — 5 березня 1953 року — секретар ЦК КПРС. Одночасно, 12 грудня 1952 — 15 березня 1953 року — міністр заготівель СРСР.
1 квітня — 25 листопада 1953 року — 1-й секретар Ленінградського міського комітету КПРС та, одночасно, 2-й секретар Ленінградського обласного комітету КПРС.
У листопаді 1953 — січні 1954 року — інспектор ЦК КПРС.
У січні 1954 — жовтні 1955 року — 1-й секретар Воронезького обласного комітету КПРС.
26 жовтня 1955 — 23 грудня 1957 року — 1-й секретар Горьковського обласного комітету КПРС. Був ініціатором так званого «горьковського методу» будівництва житла. З 27 лютого 1956 по 17 грудня 1957 член Бюро ЦК КПРС по РРФСР. Зіграв велику роль у підготовці Червневого (1957 року) Пленуму ЦК, підтримавши Хрущова.
17 грудня 1957 — 4 травня 1960 року — секретар ЦК КПРС. Одночасно, 16 квітня — 25 листопада 1959 року — голова Президії Верховної Ради Російської РФСР.
4 травня 1960 — 26 грудня 1962 року — заступник голови Ради Міністрів СРСР і, одночасно, 25 лютого 1961 — 26 грудня 1962 року — голова Державного комітету заготівель Ради Міністрів СРСР. У квітні — грудні 1962 року також працював головою Союзного комітету по сільському господарству.
20 грудня 1962 — 14 листопада 1966 року — голова Президії Верховної Ради РРФСР і одночасно з грудня 1963 року — заступник голови Президії Верховної Ради СРСР. З 23 листопада 1962 по 8 квітня 1966 знову член Бюро ЦК КПРС по РРФСР. Активний учасник змови проти Микити Хрущова в жовтні 1964 року.
Помер 14 листопада 1966 року в Москві. Похований на Красній площі (урна з прахом замурована у Кремлівській стіні).

## Нагороди
- Герой Соціалістичної Праці (15.05.1961)
- три ордени Леніна (19.08.1946, 1.02.1957, 15.05.1961)
- орден Трудового Червоного Прапора (26.05.1951)
- орден Вітчизняної війни 1-го ступеня (1.02.1945)
- медаль «За трудову доблесть» (25.12.1959)
- медаль «Партизанові Вітчизняної війни» 1-го ступеня
- медалі